# Карповский (Зиминский район)
Карповский — исчезнувший посёлок на территории Филипповского сельского поселения Зиминского района.

## История
Участок Карповский был основан в 1908 (по другим данным — в 1906) году группой устроителей во главе с инженером Карповым, в честь которого участок и получил своё название. В этом же году там поселились 20 семей из Житомирской области Украины. Первыми жителями Карповского были семьи Г. Шевчука, Мельника Ефима и его братьев Евтуха и Евдокима, Д. Шелеста, К.Шевчука, И.Павлюка, К Осипчука и братьев Гудзь: Савелия, Самуила, Парфёна, Андрея. Шесть семей вскоре вернулись на Украину. В 1909 году к односельчанам приехали с семьями Прокоп Антипенко, Ф.Тимошенко, Н.Осипчук, С.Литвинец, Ф.Нынюк, Ф.Сакун. В 1911—1912 годах приехали из Виленской губернии Иван и Осип Посоховичи, братья Монид: Антон, Яков, Филипп, А.Осипчук и в 1928 году — Хрисан Ширко и Филипп Скубанович. В 1914 году переделили ближние земли, хоть понемногу, но всем. Важные вопросы, в том числе и о переделе или выделении земли молодым семьям, решались на сходке всей деревней. На сходке же избирался староста деревни. Первым старостой был Самуил Гудзь, затем Филипп Баранов..
В 1911 году начались работы по прокладке трактовых дорог от станции Зима до участка Тарасовского протяжённостью в 90 вёрст, с отводами на участки Владимировский, Воронежский, Карповский. В июне 1913 года прибыла специальная бригада строить школу, и при помощи жителей участка к 1 сентября она была готова. До этого занятия шли в доме Прокопа Антипенко.
Организацию колхоза начали после посевной 1931 года. Председателем сельского Совета и организатором колхоза был Ф. Н. Нынюк. Первым председателем колхоза, названного «Власть труда» был избран И. Е. Мельников. Колхоз выполнял ряд государственных повинностей, в том числе перевозка зерна из Зимы в Хотхор, товары из Зимы в Жигалово, работать на лесозаготовках и др. Работы выполнялись вручную и при помощи лошадей. Из машин имелись только несколько молотилок. Первоначально колхоз был освобождён от налогов, однако после неурожайных 1932—1933 лет ситуация изменилась. В 1938 году появились трактора и другая сельскохозяйственная техника.
В 1939 году участок входил в состав Иконниковского сельсовета Зиминского района. Согласно переписи 1926 года, насчитывалось 54 хозяйства, проживало 265 человек (131 мужчина и 134 женщины). В 1939 году в колхозном клубе была установлена радиоаппаратура. Школы в населённом пункте не было, ближайшие к участку семилетние и средние школы были только в Зиме. Осенью 1940 года была открыта семилетняя школа имени Павлика Морозова на участке Филипповском (ныне с. Филипповск).

### Великая Отечественная война
25 июня 1941 20 мужчин первого призыва из Карповского отправились на линию фронта. Всего из Карповского, в котором в тот период насчитывалось около 70 дворов, в боях против немецких фашистов участвовали 44, стояли на охране восточных рубежей 17 человек и 9 человек были мобилизованы в трудовую армию, 19 жителей деревни были убиты.
Мужские работы в этот период выполнялись женщинами и подростками. На трудодень приходилось по 200—300 граммов зерна, и основным видом хозяйственной деятельности жителей участка было ведение подсобного хозяйства. По причине недостатка лошадей в качестве тягловой силы использовались быки. Колхоз имени XVIII партсъезда, как он назывался в это время, выполнил в зимние месяцы задания по лесозаготовкам, по вывозке из Междугранки в Зиму живицы, оказывал помощь в строительстве моста через реку Зима. Жители Карповского оказывали поддержку государству ежегодными военными займами, внесли свой вклад и во время сбора средств по области на строительство танков для Советской Армии. Боевые машины, колонны «Сибиряк», построенные на собранные в области деньги, были отправлены весной 1944 года прославленному в боях с врагами Второму гвардейскому танковому корпусу полковника А. С. Бурдейного.

### Исчезновение
В послевоенные годы Карповский был признан одним из самых «неперспективных» населённых пунктов района. В образованный в 1957 году колхоз имени Кирова с центром в селе Филипповск вошли все без исключения колхозы, расположенные в Глинках, Большерастягаевском, Карповском, Большеворонежском, Константиновском, Большелихачевском, Урае, Холах и других населённых пунктах «Заокинского куста». Начала проводиться политика ликвидации малых деревень. Были закрыты некоторые сельские школы. В этот период перестали существовать участки Константиновский, Иконники, Урай, Гуты, Верхне-Чиркино, Большелихачевский и другие. В Карповском были закрыты начальная школа, медицинский пункт, магазин, животноводческая ферма. Посёлок Карповский 23 июня 1986 года исключен из учётных данных, как фактически не существующий в связи с выездом из него всех жителей. В 1989 году населённый пункт перестал существовать.